# アトレティコ・トゥクマン
クルブ・アトレティコ・トゥクマン (スペイン語: Club Atlético Tucumán) はアルゼンチン・サン・ミゲル・デ・トゥクマンに本拠地を置く総合スポーツクラブである。1902年9月27日設立。
サッカーの他、バスケットボール、チェス、フィールドホッケー、ハンドボール、空手の各部門がある。ここでは、特に断りのない限りサッカー部門について扱う。

## 歴史
1902年、トゥクマン州初のサッカークラブとして設立された。
クラブは1973年～1981年および1984年の計9シーズン、トップリーグに在籍した。最高成績は1979年のトルネオ・ナシオナル準決勝進出。
2008年、3部リーグにあたるトルネオ・アルヘンティーノA最終節でラシン・デ・コルドバを下しプリメーラB・ナシオナル昇格を決めた。そして翌シーズンにプリメーラB・ナシオナルで優勝し、4半世紀ぶりとなるプリメーラ・ディビシオン昇格を達成した。

## ライバル
アトレティコ・トゥクマンの最大のライバルは、同じサン・ミゲル・デ・トゥクマンに本拠地を置くCAサン・マルティンである。この対戦はクラシコ・トゥクマーノ（トゥクマン・ダービー）と呼ばれている。

## タイトル

### 国内タイトル
- カンペオナート・デ・カンペオーネス・デラ・レプブリカ：1回
  - 1959
- プリメーラB・ナシオナル：2回
  - 2008–09, 2015
- トルネオ・アルヘンティーノA：2回
  - Clausura 2004, 2007–08

### 国際タイトル
なし

## 現所属メンバー
2022年3月14日現在
注：選手の国籍表記はFIFAの定めた代表資格ルールに基づく。
| No. | Pos. |              | 選手名                       |
| --- | ---- | ------------ | ---------------------------- |
| 1   | GK   | アルゼンチン | ニコラス・カンピージ         |
| 2   | DF   | アルゼンチン | マルセロ・オルティス         |
| 3   | DF   | パラグアイ   | アレクシス・ドルダン         |
| 4   | DF   | チリ         | フェリペ・カンポス           |
| 5   | MF   | ウルグアイ   | ラミロ・クリストバル         |
| 6   | DF   | アルゼンチン | ブルーノ・ビアンチ           |
| 7   | FW   | アルゼンチン | フェデリコ・アンドラーダ     |
| 8   | MF   | アルゼンチン | ギジェルモ・アコスタ         |
| 9   | FW   | アルゼンチン | アウグスト・ロッティ         |
| 10  | MF   | アルゼンチン | レオナルド・エレディア       |
| 11  | FW   | アルゼンチン | クリスティアン・メネンデス   |
| 12  | FW   | アルゼンチン | チロ・リウス                 |
| 14  | DF   | アルゼンチン | アグスティン・ラゴス         |
| 15  | MF   | アルゼンチン | フランシスコ・ディ・フランコ |
| 16  | FW   | アルゼンチン | ニコラス・ラメンドラ         |

| No. | Pos. |              | 選手名                       |
| --- | ---- | ------------ | ---------------------------- |
| 17  | GK   | アルゼンチン | トマス・マルキオーリ         |
| 18  | FW   | アルゼンチン | ラミロ・ルイス・ロドリゲス   |
| 19  | FW   | アルゼンチン | エウヘニオ・イスナルド       |
| 20  | DF   | アルゼンチン | ニコラス・ロメロ             |
| 21  | FW   | アルゼンチン | マルティン・ガライ           |
| 22  | MF   | アルゼンチン | ホアキン・ペレイラ           |
| 23  | MF   | アルゼンチン | ラミロ・カレーラ             |
| 24  | FW   | アルゼンチン | レンソ・テスリ               |
| 25  | DF   | アルゼンチン | カミロ・アルボルノス         |
| 26  | DF   | アルゼンチン | マヌエル・カパッソ           |
| 27  | DF   | アルゼンチン | ニコラス・タラー             |
| 29  | FW   | アルゼンチン | ケビン・イサ・ルーナ         |
| 30  | DF   | アルゼンチン | ガブリエル・リッソ・パトロン |
| 31  | MF   | アルゼンチン | ガストン・ヒル・ロメロ       |

## 歴代監督
- ホルヘ・ソラーリ 2006-2008, 2011
- リカルド・ロドリゲス (サッカー指導者) 2012-2013
- ルーカス・プシネリ 2022-

## 歴代所属選手
- リカルド・ビジャ 1974-1976
- フェルナンド・ダニエル・モネール 1994-1996
- ミゲル・リンバ 1998-1999
- ペドロ・パブロ・エルナンデス 2006-2008
- ダミアン・ムスト 2008-2010
- エマヌエル・ジグリオッティ 2009-2010
- パブロ・カランドリア 2009
- クリスティアン・ルッチェッティ 2012-
- フランコ・スブットーニ 2014-2017, 2017-